# Rhizoctonia muneratii
Rhizoctonia muneratii är en svampart som beskrevs av E. Castell. 1936. Rhizoctonia muneratii ingår i släktet Rhizoctonia och familjen Ceratobasidiaceae.   Inga underarter finns listade i Catalogue of Life.